# Jeff Reichert
Jeff Reichert (* 1978 in Northfield, New Jersey)  ist ein amerikanischer Autor, Filmregisseur, -produzent und Kameramann.

## Leben
Jeff Reichert stammt aus einer filmbegeisterterten Familie und wuchs in Northfield auf. Seine Eltern waren Mitbegründer der Atlantic Film Society und betrieben in Bargaintown (New Jersey) ein Kino.
Zusammen mit Michael Koresky gründete er 2003 das Film-Magazin Reverse Shot, bei dem er und andere Autoren regelmäßig Artikel über Filme veröffentlichen. Daneben schreibt er unter anderem auch für die Huffington Post, IndieWire oder das Filmmaker Magazin.
Er gehörte zu dem Kameraleuten des oscarnominierten Dokumentar-Kurzfilms The Last Truck: Closing of a GM Plant (2009), bei dem seine Tante Julia Reichert zusammen mit ihrem Lebensgefährten Steven Bognar Regie führte. Bei dem von ihm produzierten Dokumentarfilm Gerrymandering führte er erstmals selbst Regie. Hierin setzt er sich mit dem Gerrymandering auseinander, was nach Aussage von Arnold Schwarzenegger dazu führt, dass nicht die Wähler ihre politischen Vertreter auswählen, sondern die Politiker sich ihre Wähler. Als Filmemacher blieb Reichert bis auf wenige Ausnahmen dem Genre des Dokumentarfilms treu. Bei American Factory (2019) arbeitete er erneut mit seiner Tante zusammen und war neben seiner Kameraarbeit für die Produktion verantwortlich. Der Film wurde vielfach ausgezeichnet und er selbst durfte 2020 neben den Regisseuren Julia Reichert und Steven Bognar ebenfalls einen Oscar in Empfang nehmen.
Jeff Reichert ist mit der Filmemacherin Farihah Zaman verheiratet, mit der er seit 2013 sowohl als Ko-Regisseur als auch als Produzent mehrere Projekte verwirklicht hat. Er lebt in Brooklyn im Bundesstaat New York.

## Filmografie
- 2009: The Last Truck: Closing of a GM Plant (Dokumentar-Kurzfilm; Kamera)
- 2010: Gerrymandering (Dokumentarfilm; Regie, Produktion)
- 2013: Remote Area Medical (Dokumentarfilm; Regie, Produktion)
- 2014: This Time Next Year (Dokumentarfilm; Regie, Kamera, Produktion)
- 2017: American Carnage (Dokumentar-Kurzfilm; Regie, Produktion)
- 2017: Nobody Loves Me (Dokumentar-Kurzfilm; Regie, Drehbuch, Produktion)
- 2018: Feast of the Epiphany (Regie, Kamera, Produktion)
- 2019: American Factory (Dokumentarfilm; Kamera, Produktion)
- 2019: Confucian Dream (Dokumentarfilm; Produktion)
- 2019: To Be Queen (Dokumentarfilm; Regie, Kamera, Produktion)

## Auszeichnungen
- 2010: Atlantic City Cinefest – Publikumspreis für Gerrymandering
- 2020: Independent Spirit Award in der Kategorie Bester Dokumentarfilm für American Factory zusammen mit Steven Bognar, Julia Reichert und Julie Parker Benello
- 2020: Oscar in der Kategorie Bester Dokumentarfilm für American Factory zusammen mit Steven Bognar und Julia Reichert